# Gimcheon Open
Il Gimcheon Open, noto come Adidas International Gimcheon per ragioni di sponsorizzazione, è stato un torneo professionistico di tennis giocato su campi in cemento facente parte dell'ATP Challenger Tour. Si è giocato annualmente dal 2014 al 2018 a Gimcheon, in Corea del Sud.

## Albo d'oro

### Singolare
| Anno | Campione             | Finalista          | Punteggio             |
| ---- | -------------------- | ------------------ | --------------------- |
| 2018 | Yoshihito Nishioka   | Vasek Pospisil     | 6–4, 7–5              |
| 2017 | Thomas Fabbiano      | Tejmuraz Gabašvili | 7–5, 6–1              |
| 2016 | Max Purcell          | Andrew Whittington | 3–6, 7–6(6), 5–1 rit. |
| 2015 | Alexander Sarkissian | Connor Smith       | 7–6(5), 6–4           |
| 2014 | Gilles Müller        | Tatsuma Itō        | 7–6(5), 5–7, 6–4      |

### Doppio
| Anno | Campioni                             | Finalisti                             | Punteggio           |
| ---- | ------------------------------------ | ------------------------------------- | ------------------- |
| 2018 | Ruan Roelofse John-Patrick Smith     | Sanchai Ratiwatana Sonchat Ratiwatana | 6–2, 6–3            |
| 2017 | Marco Chiudinelli Tejmuraz Gabašvili | Ruan Roelofse Yi Chu-huan             | 6–1, 6–3            |
| 2016 | Hsieh Cheng-peng Yang Tsung-hua      | Nicolás Barrientos Ruben Gonzales     | Walkover            |
| 2015 | Li Zhe Jose Rubin Statham            | Dean O'Brien Ruan Roelofse            | 6–4, 6–1            |
| 2014 | Samuel Groth Chris Guccione          | Austin Krajicek John-Patrick Smith    | 6(5)–7, 7–5, [10–4] |